# Cystoskopia

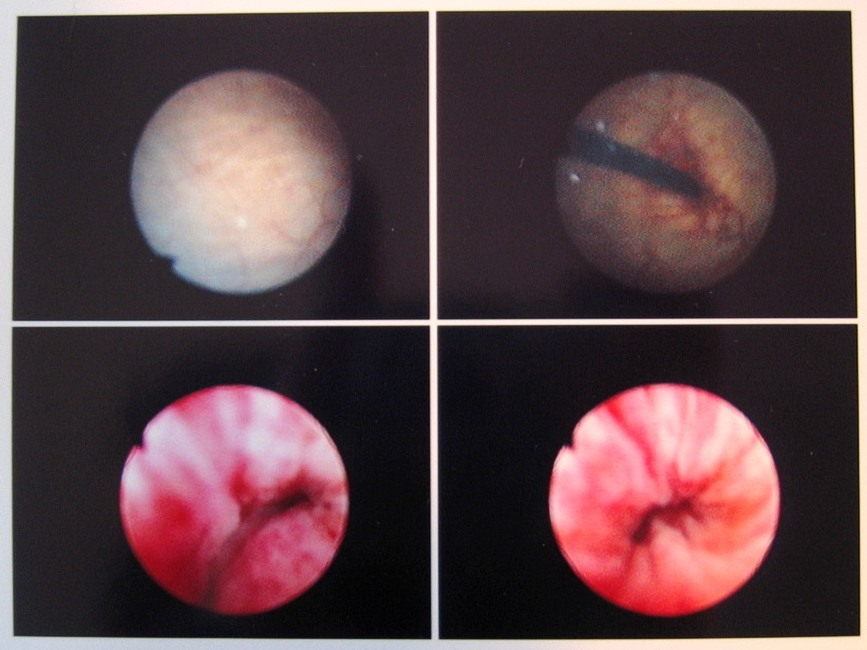
Obrazy otrzymane w cystoskopii. Dwa dolne pokazują wnętrze zmienionej zapalnie cewki moczowej; prawy górny obraz pokazuje cystoskop przechodzący z cewki do pęcherza, lewy górny pokazuje ścianę pęcherza.

Cystoskopia (gr. kystis - pęcherz, woreczek i skopeín - oglądać) - badanie diagnostyczne stosowane w urologii, czasem połączone z działaniem terapeutycznym, które polega na wprowadzeniu przyrządu zwanego cystoskopem (wziernikiem) poprzez cewkę moczową do pęcherza moczowego.
Po wprowadzeniu cystoskopu dokonuje się wzrokowej oceny błony śluzowej wewnątrz pęcherza moczowego. Po ocenie możliwe jest pobranie wycinka do badania histopatologicznego lub wykonanie drobnych zabiegów leczniczych (usunięcie kamienia moczowego, ciała obcego, brodawczaka itp.) Badanie trwa zwykle od kilku do kilkunastu minut.
Cystoskopia umożliwia unaocznienie zmian zachodzących w pęcherzu moczowym i ujściach moczowodów. Stanowi ono niezwykle istotny element w rozpoznawaniu i różnicowaniu stanów zapalnych oraz guzów pęcherza moczowego. Niezwykle ważnym elementem badania - w przypadku podejrzenia guza pęcherza - jest pobranie wycinka do badania mikroskopowego. Ocena tkanki przez doświadczonego histopatologa pozwala nie tylko na wykluczenie, ale także w przypadku potwierdzenia tego rozpoznania, na wyznaczenie najlepszego w danym przypadku postępowania leczniczego. Przy pomocy cystoskopii ocenia się także stopień zalegania moczu w pęcherzu (np. w przypadku przerostu gruczołu krokowego). Umożliwia też pod kontrolą wzroku uchwycenie końcówki cewnika moczowodowego (D-J, J-J) przed jego usunięciem z dróg moczowych. 
Wprowadzenie cystoskopu do pęcherza moczowego jest w większości przypadków bolesne i stosuje się formy znieczulenia- od posmarowania sondy żelem z lidokainą, zaś przy zabiegach na pęcherzu (np. elektrokoagulacja brodawczaków) stosuje się znieczulenie zewnątrzoponowe lub znieczulenie podpajęczynówkowe. 
Cystoskopia została po raz pierwszy opracowana przez Leo Buergera przy współpracy z F. Tilderem Brownem.